# Mäntyvaara
Mäntyvaara är en mindre by i Gällivare kommun, vid Europaväg 10, cirka 15 kilometer sydost om Hakkas och cirka 50 kilometer sydost om Gällivare.
Byn har ett flertal tomma hus och endast 14 fast boende (2007).
Vid Statistiska centralbyråns folkräkning den 1 november 1960 utgjorde Mäntyvaara en "viss ort, som i fråga om bebyggelse uppfyller betingelserna för att räknas som tätort men där invånarantalet befunnits uppgå till 150 men understiga 200" och hade 176 invånare.